# 经幢式塔

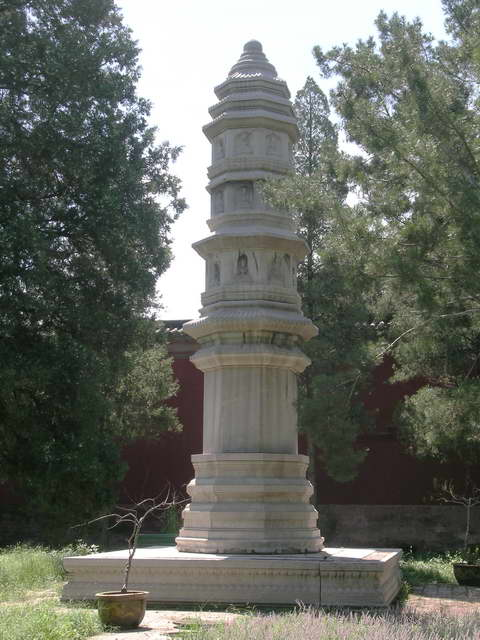
经幢式塔

经幢式塔仿佛教法器宝幢的形式结合塔在建筑结构艺术上的特点发展而来。“幢”本是佛教寺院中的一种柱状法器，幢身上下垂丝帛并绣有佛经或佛名，后逐渐被石质经幢所替代，主要镌刻《佛经尊圣陀罗尼经》或镌刻幢主的姓名生平。
经幢式塔在唐代开始兴起，辽代盛行，一直延续到清代。一部分经幢式塔成为经塔，另一部分成为墓塔。